# Amaia Montero

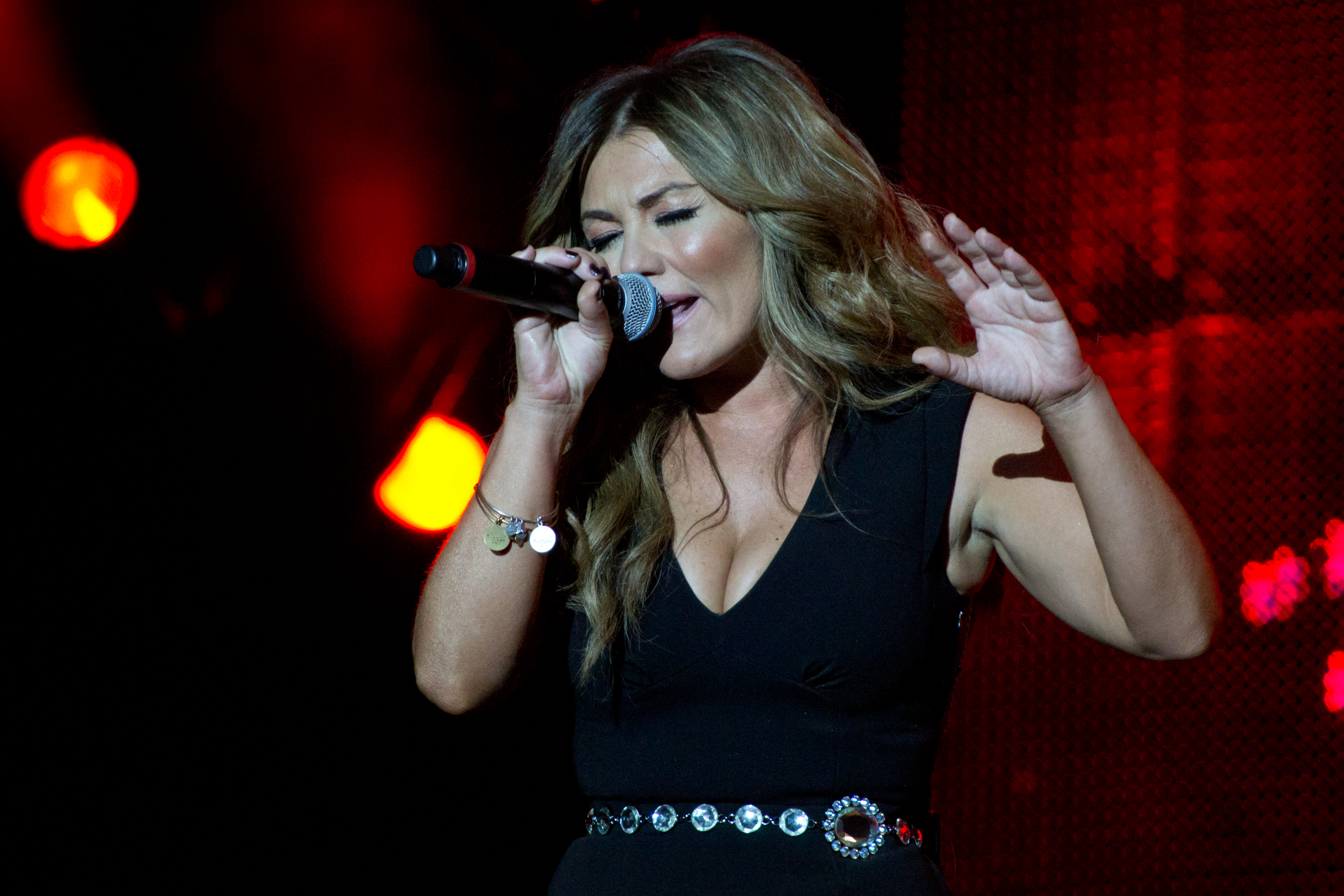
Amaia Montero, Rock in Rio Madrid 2012

Amaia Montero (* 26. August 1976) ist eine spanische Sängerin. Von 1996 bis 2007 war sie die Leadsängerin der Popgruppe La Oreja de Van Gogh. Seitdem tritt sie unter ihrem eigenen Namen auf und hat bisher vier Solo-Alben veröffentlicht.

## Diskografie

### Mit La Oreja de Van Gogh
- 1998: Dile al sol
- 2000: El viaje de Copperpot
- 2003: Lo que te conté mientras te hacías la dormida
- 2006: Guapa

### Soloveröffentlichungen

#### Alben
| Jahr | Titel                    | Höchstplatzierung, Gesamtwochen, AuszeichnungChartsChartplatzierungen (Jahr, Titel, Platzierungen, Wochen, Auszeichnungen, Anmerkungen) | Anmerkungen                              |
| Jahr | Titel                    | ES | Anmerkungen                              |
| ---- | ------------------------ | --- | ---------------------------------------- |
| 2008 | Amaia Montero            | ES1 ×3Dreifachplatin · (93 Wo.)ES | Erstveröffentlichung: 18. November 2008  |
| 2011 | 2                        | ES3 Platin · (43 Wo.)ES | Erstveröffentlichung: 8. November 2011   |
| 2014 | Si Dios quier yo también | ES1 (30 Wo.)ES | Erstveröffentlichung: 16. September 2014 |
| 2018 | Nacidos para creer       | ES1 (18 Wo.)ES | Erstveröffentlichung: 1. Juni 2018       |

#### Singles
| Jahr | Titel Album                            | Höchstplatzierung, Gesamtwochen, AuszeichnungChartsChartplatzierungen (Jahr, Titel, Album, Platzierungen, Wochen, Auszeichnungen, Anmerkungen) | Anmerkungen                                                        |
| Jahr | Titel Album                            | ES | Anmerkungen                                                        |
| ---- | -------------------------------------- | --- | ------------------------------------------------------------------ |
| 2002 | Puede ser –                            | ES9 (4 Wo.)ES | Erstveröffentlichung: 4. Oktober 2008 mit El Canto del Loco        |
| 2008 | Quiero ser … Amaia Montero             | ES2 Platin · (24 Wo.)ES | Erstveröffentlichung: 4. Oktober 2008                              |
| 2009 | El regalo más grande Alla mia età      | ES11 Platin · (40 Wo.)ES | Erstveröffentlichung: 9. Januar 2009 Tiziano Ferro y Amaia Montero |
| 2009 | 4" Amaia Montero                       | ES9 Gold · (18 Wo.)ES | Erstveröffentlichung: 11. April 2009                               |
| 2009 | Te voy a decir una cosa Amaia Montero  | ES26 (8 Wo.)ES | Erstveröffentlichung: 15. September 2009                           |
| 2010 | Chiquitita –                           | ES1 Gold · (9 Wo.)ES | Erstveröffentlichung: 3. Dezember 2010                             |
| 2011 | Caminando 2                            | ES19 (15 Wo.)ES | Erstveröffentlichung: 17. September 2011                           |
| 2012 | ¿Dónde Estabas? 2                      | ES26 (1 Wo.)ES | Erstveröffentlichung: 12. April 2012                               |
| 2012 | Si tú no estás –                       | ES25 (1 Wo.)ES | Franco de Vita y Amaia Montero                                     |
| 2014 | Palabras Si Dios quier yo también      | ES10 (12 Wo.)ES | Erstveröffentlichung: 31. Mai 2014                                 |
| 2014 | Darte mi vida Si Dios quier yo también | ES16 (2 Wo.)ES | Erstveröffentlichung: 30. August 2014                              |

Weitere Singles
- 2008: Ni Puedo Ni Quiero
- 2010: Mirando al Mar
- 2011: Tu Mirada
- 2015: Inevitable
- 2015: Los abrazos rotos
- 2018: Nacidos para creer
- 2018: Mi Buenos Aires
- 2018: Revolución